# ユルゲン・シュトロープ

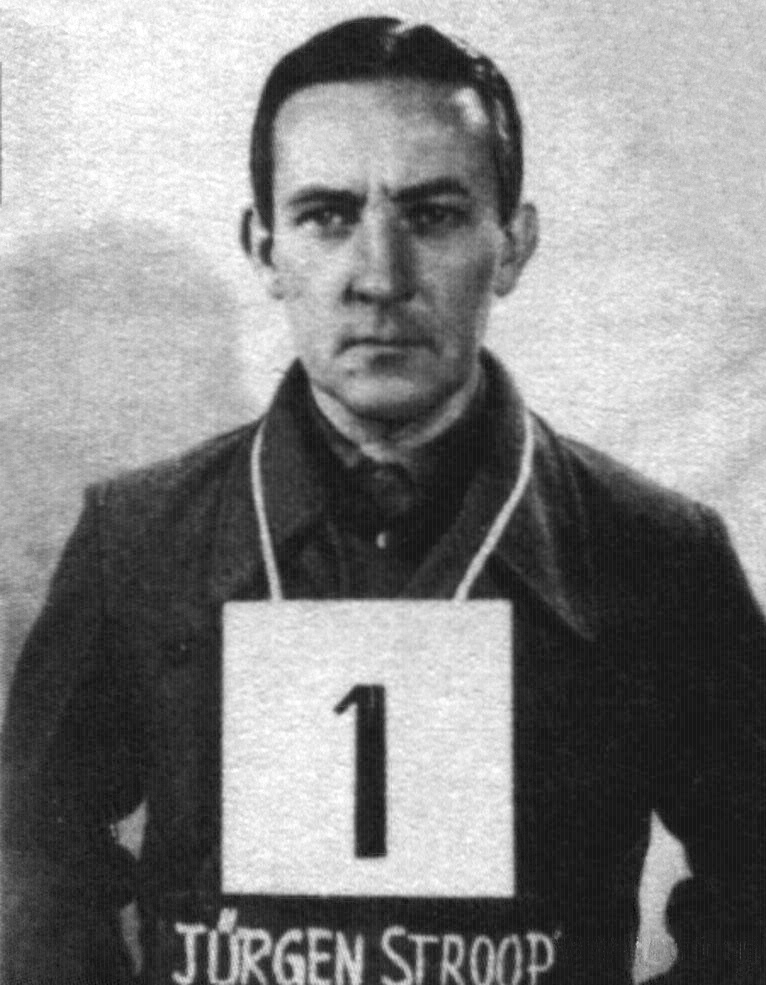
ユルゲン・シュトロープ（逮捕後の写真）

ユルゲン・シュトロープ（ドイツ語: Jürgen Stroop, 1895年9月26日 - 1952年3月6日）は、ナチス・ドイツ親衛隊 (SS) の将軍。1943年4月のワルシャワ・ゲットー蜂起の悪名高い鎮圧者で知られる。親衛隊における最終階級は親衛隊中将および武装親衛隊中将。警察における最終階級は警察中将。

## 経歴

### 親衛隊入隊まで
1895年9月26日にドイツ帝国領邦リッペ侯国(de)首都デトモルトに警察官 (Polizeioberwachtmeister) の息子として生まれる。生誕時の彼の名前はヨーゼフ（Joseph）であったが、1941年に亡き息子の思い出、またより「アーリア」的な名前であるという事でユルゲン（Jürgen）に改名している。カトリックの中産階級の環境で育った。
小学校を卒業した後、第一次世界大戦開始まで同地の土地登記所で見習いとして職業訓練を受ける。第一次世界大戦勃発後の1914年8月にプロイセン軍第55歩兵連隊に志願して従軍した。第256歩兵連隊に所属しポーランドやリトアニア等の東部戦線へ送られ、1918年の終戦までに二等軍曹(de)に昇進した。また二級鉄十字章と戦傷章黒章を受けた。
戦後は1933年までデトモルトの地方登記所で働いていた。シュトロープの妻は狂信的反ユダヤ主義者であり、またシュトロープ自身もエーリヒ・ルーデンドルフ将軍を深く尊敬していたことからナチズムに共感を覚えるようになったという。

### ナチス親衛隊
1932年7月に国家社会主義ドイツ労働者党（ナチ党）に入党し（党員番号1,292,297）、1932年7月7日には親衛隊(SS)に入隊した（隊員番号44,611）。
1932年11月の国会議員選挙におけるデトモルトでのナチ党の躍進に貢献しハインリヒ・ヒムラーの目にとまる。1933年1月から1934年5月まで一般親衛隊のSS第72連隊第2大隊（II./72.SS-Standarte）長に任じられ、ついで同年5月から1935年6月までは第17親衛隊地区（第72連隊の上級司令部。ミュンスター）の幕僚長(Stabsführer)に就任する。ついで1935年6月から1938年11月にかけてはSS第28連隊(28.SS-Standarte)（ハンブルク）の指導者を務める。この間の1936年から1938年にかけてミュンヘンの親衛隊乗馬学校、ベルリンの親衛隊人種及び移住本部のコース、ダッハウの親衛隊幹部養成クラスなどに入学して政治教育や幹部教育を受けた。1938年11月から1940年3月まで第38親衛隊地区（カールスバート）指導者を務めた。
ポーランド侵攻後の1939年10月にポーゼンの補助警察の指揮をとった。1940年3月から1942年11月にかけては第42親衛隊地区（グネーゼン）指導者を務める。この間の1941年7月から9月にかけて第3SS装甲師団「髑髏」に入隊し、中隊の指揮をとっている。ついで第1SS装甲師団「ライプシュタンダルテ・アドルフ・ヒトラー」の大隊長を一カ月ほど勤めている。1941年12月から1942年10月まで「ロシア南部」親衛隊及び警察高級指導者ハンス・アドルフ・プリュッツマン親衛隊大将の下で保安警察及びSD監督官(Inspekteur der SiPo und SD)を務め、南ロシアの占領地の治安維持にあたった。親衛隊及び警察指導者(SSPF)としての訓練を受けたのち、1943年2月から3月にかけて「レンベルク」親衛隊及び警察指導者に就任。

### ワルシャワ・ゲットー蜂起鎮圧

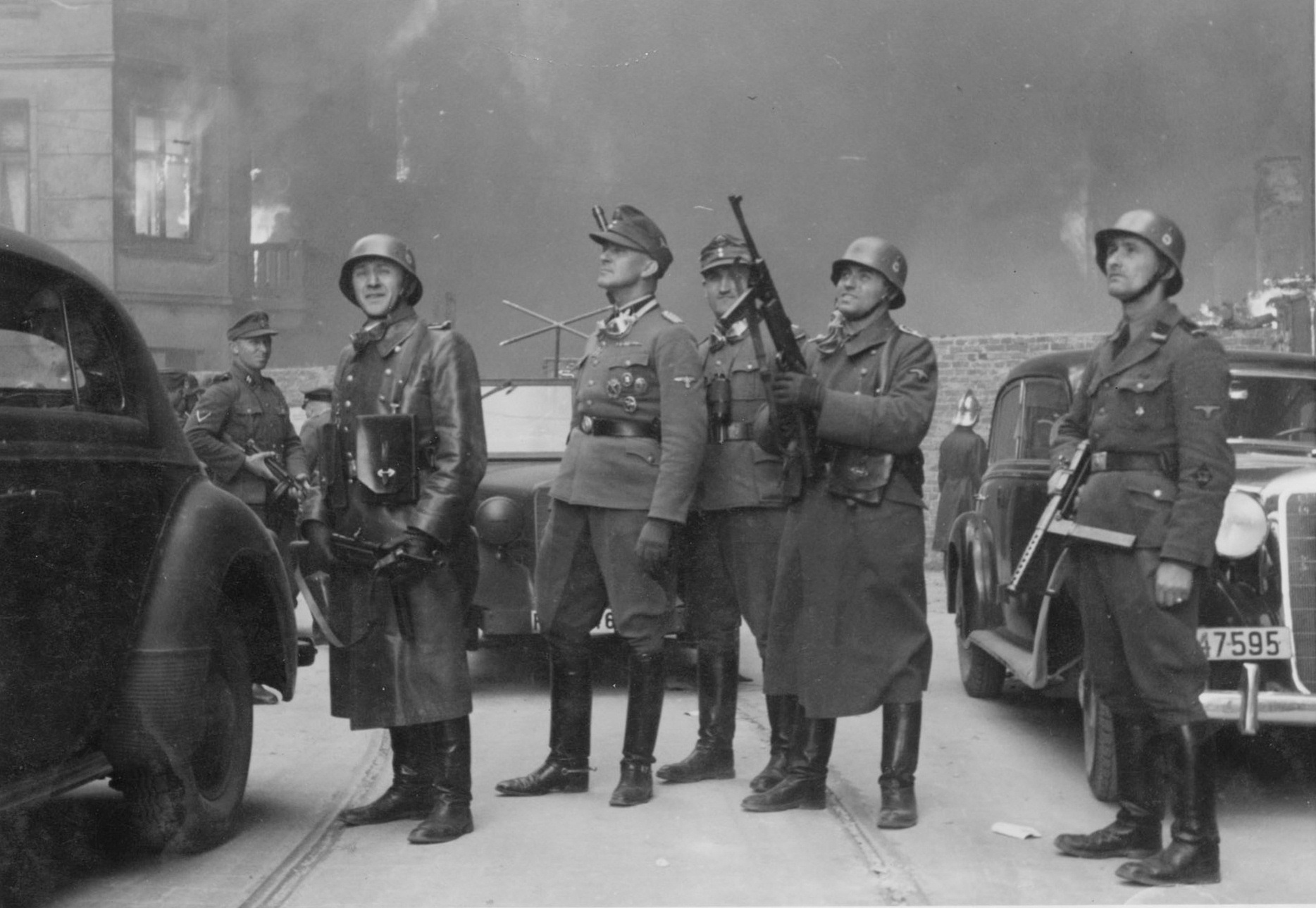
ワルシャワ・ゲットーの焦土作戦を見守るシュトロープ。

1943年4月19日に「ワルシャワ」親衛隊及び警察指導者フェルディナント・フォン・ザンメルン・フランケネック親衛隊上級大佐がワルシャワ・ゲットー蜂起の鎮圧に失敗したことでヒムラーは代わってシュトロープを「ワルシャワ」親衛隊及び警察指導者に任じ、鎮圧部隊の指揮を任せた。
シュトロープは焦土作戦を実施してワルシャワ・ゲットーを文字通り火の海にし、蜂起したユダヤ人たちを地下壕へ追い込んでいった。
シュトロープは次のような報告書を書いている。
5月8日に蜂起の中心組織である「ユダヤ人戦闘組織」の司令地下壕を発見し、そのリーダーであるモルデハイ・アニエレヴィッツを殺害することに成功した。5月15日になると戦闘も散発的となり、5月16日にシュトロープは正式にゲットー解体完了を宣言し、その記念に大シナゴーグを破壊させた。
シュトロープの報告書によると「5万6000人のユダヤ人を捕えた。捕えた者のうち7000人が作戦中に死亡し、また移送中に6929人が殺害された。あわせて1万3929人が死亡した。捕えた5万6000人とは別に5000人から6000人が爆発・火災で死亡した」という。ただしこの数についてはシュトロープが自らの手柄を大きく見せかけるために行った誇張ではないかとする説もある。捕えられた者のうち生存していた者たちはトレブリンカ絶滅収容所、マイダネク、強制労働収容所に送られていったという。

### その後

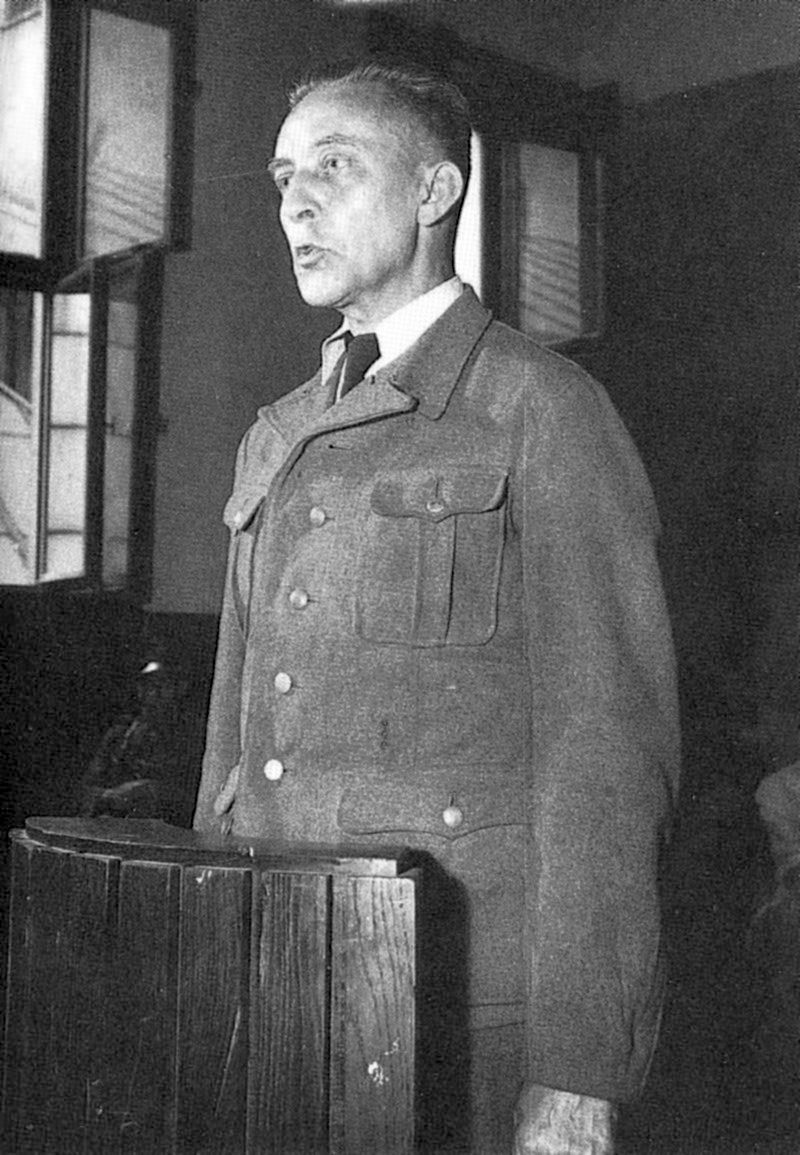
1951年、ポーランドの法廷にかけられるシュトロープ

1943年9月から10月まで「ギリシャ」親衛隊及び警察高級指導者(HSSPF)に就任。1943年11月から敗戦まで「ライン＝ウェストマルク」親衛隊及び警察高級指導者を務めた。
1945年5月に逮捕され、アメリカ兵パイロット射殺の件などでダッハウで行われた米軍の軍事法廷にかけられ、1947年3月22日に死刑判決を受けた。しかしその後、ポーランド政府に引き渡されてポーランドの法廷にかけられた。ワルシャワ・ゲットー蜂起鎮圧の責任を問われ、再び死刑判決を受けた。
1951年9月8日にワルシャワで刑死した。

## キャリア

### 階級
- 1932年10月22日、親衛隊軍曹(SS-Scharführer)[1]
- 1933年2月15日、親衛隊曹長(SS-Truppführer)[1]
- 1934年3月8日、親衛隊大尉(SS-Hauptsturmführer)[1]
- 1935年4月20日、親衛隊少佐(SS-Sturmbannführer)[1]
- 1936年4月20日、親衛隊中佐(SS-Obersturmbannführer)[1]
- 1937年9月12日、親衛隊大佐(SS-Standartenführer)[1]
- 1939年9月10日、親衛隊准将(SS-Oberführer)[1]
- 1942年1月1日、警察大佐(Oberst der Polizei)[1]
- 1942年9月16日、親衛隊少将および警察少将(SS-Brigadeführer und Generalmajor der Polizei)[3]
- 1943年11月9日、親衛隊中将および警察中将(SS-Gruppenführer und Generalleutnant der Polizei)[11]
- 1944年7月1日、武装親衛隊中将(Generalleutnant der Waffen-SS)[11]

### 受章
- 1914年版二級鉄十字章（一次大戦中）[11]
  - 1939年版二級鉄十字章略章（1941年9月）[3]
- 1939年版一級鉄十字章（1944年6月18日）[11]
- 歩兵突撃章銅章（1941年9月）[3][11]
- 2級剣付き戦功十字章[11]
- 国家スポーツ章金章[3][11]
- ヴァルテラント大管区名誉章（1942年11月）[3][11]
- 親衛隊全国指導者名誉長剣[3]
- 親衛隊名誉リング[3]